# Heldreichia bourgaei
Heldreichia bourgaei är en korsblommig växtart som beskrevs av Pierre Edmond Boissier. Heldreichia bourgaei ingår i släktet Heldreichia och familjen korsblommiga växter. Inga underarter finns listade i Catalogue of Life.